# Seção 377 do Código Penal Indiano
A Seção (português brasileiro) ou Secção (português europeu) 377 do capítulo XVI do Código Penal Indiano é um fragmento da legislação Indiana usado para criminalizar as relações homossexuais e zoofilas, introduzida desde o domínio colonial da Inglaterra na Índia. A Seção 377 foi redigida 1860 pelo Lorde Macaulay como parte do projeto colonial para regulação e controle do povo indiano, onde lê-se:
- Ofensas sexuais não naturais: Qualquer pessoa que mantenha uma relação carnal contra a ordem da natureza com qualquer homem, mulher ou animal, será punido com prisão que pode se estender por 10 anos e também estará sujeito à multa.
- Explicação: A penetração é suficiente para constituir uma relação carnal necessária para a ofensa descrita nessa seção.[1]

O Código Penal Indiano foi posteriormente reproduzido na maioria das colônia britânicas e até hoje essas leis vigoram em países tão distantes como Singapura, Sri Lanka, Nigéria e Zimbábue.
Considerando que essa seção bane "relações sexuais contra a ordem da natureza com qualquer homem, mulher ou animal " tratando-as como crime, ela está sendo criticada por grupos defensores dos direitos LGBT.
Em 2006 a seção 377 foi criticada por 100 proeminentes literários indianos, incluindo Vikram Seth. O movimento para anular a Seção 377 é liderada pela Naz Foundation India Trust, um grupo ativista LGBT.
Muitos indianos aprovam essa lei, especialmente religiosos Hindus e Muçulmanos.
Em julho de 2009 a Alta Corte da capital da Índia, Nova Déli, anula a Seção 377 do Código Penal Indiano que previa penalidades de até 10 anos de prisão para quem mantivesse uma relação homossexual. A anulação do parágrafo foi feita 148 anos depois da vigência do Código Penal Indiano de 1860 e 42 anos após a Inglaterra descriminalizar as relações homossexuais em seu país. O entendimento da corte considerou a lei discriminatória e uma "violação dos direitos fundamentais".